# Erpe-Mere
Erpe-Mere é um município da província belga de Flandres Oriental. O município compreende as vilas de Aaigem, Bambrugge, Burst, Erondegem, Erpe, Mere, Ottergem e Vlekkem. Em 1 de janeiro de 2006, o município tinha uma população de 19 412 habitantes, uma área total de 34.03 km² e uma densidade populacional de 560 habitantes por km².